# Michelle Velzeboer
Michelle Velzeboer (Culemborg, 9 maart 2003) is een Nederlands shorttrackster.

## Biografie
Velzeboer studeert Psychologie aan de open universiteit. In haar jeugdjaren deed ze mee aan de Olympische Jeugdspelen waarin ze een tweede plaats wist te behalen.
In 2022 maakte Velzeboer de overstap naar de senioren en ging ze schaatsen voor TeamNL. In 2023 deed ze voor het eerst mee aan het WK Shorttrack in Seoul, en werd ze wereldkampioen op de relay. In 2024 heeft Velzeboer deelgenomen aan het WK shorttrack in Rotterdam, waar ze voor het tweede jaar oprij wereldkampioen werd op de relay.
Velzeboer werd in januari 2025 Nederlands kampioen op de 1500, 500 en 1000 meter op het NK shorttrack 2025.

## Persoonlijk
Michelle is de jongere zus van Xandra Velzeboer, de dochter van Mark Velzeboer en een nicht van Alexander, Monique en Simone Velzeboer.
Bibi Arts · Teun Boer · Hugo Bosma · Zoë Deltrap · Friso Emons · Kay Huisman· Yara van Kerkhof · Niels Kingma · Sjinkie Knegt · Daan Kos · Itzhak de Laat · Diede van Oorschot · Selma Poutsma · Sven Roes · Suzanne Schulting · Bram Steenaart · Michelle Velzeboer · Xandra Velzeboer · Jens van 't Wout · Melle van 't Wout

Bondscoach: Niels Kerstholt

Assistent-coach: Kip Carpenter · Haralds Silovs